# Kaynarca
Kaynarca là một huyện thuộc tỉnh Sakarya, Thổ Nhĩ Kỳ. Huyện có diện tích 363 km² và dân số thời điểm năm 2007 là 23366 người, mật độ 64 người/km².